# Hubert Puga
Pour les articles homonymes, voir Puga.
 (mai 2018).
Si vous disposez d'ouvrages ou d'articles de référence ou si vous connaissez des sites web de qualité traitant du thème abordé ici, merci de compléter l'article en donnant les références utiles à sa vérifiabilité et en les liant à la section « Notes et références ».
Le lieutenant-colonel Huberto dit Hubert Puga, né le 27 octobre 1915 à Honfleur dans le Calvados et mort à Paris le 3 avril 2010, est un officier de l'armée française de l'arme blindée cavalerie. Il participe au pustch d'Alger en 1961 et après trois mois d'incarcération, est exclu de l'armée. Il devient alors un cadre dirigeant au sein du groupe Creusot Loire.  
Il est le père du général Benoît Puga et de Denis Puga vicaire à Saint-Nicolas-du-Chardonnet à Paris.

## Biographie
Il suit  l’École spéciale militaire de Saint-Cyr,  promotion du Soldat Inconnu (1936-1938) dont il fut le secrétaire, puis il intègre entre 1938 et 1939, l'école de cavalerie de Saumur (désormais EAABC). Il sert de 1939 à 1940 au 508e Régiment de Chars de Combat puis au  48e Bataillon de chasseurs à pied. Le 4 juin 1940, il se bat au sein de la 2e division cuirassée de réserve, commandée par le colonel Perré, lors de la contre-offensive destinée à résorber la tête de pont allemande d’Abbeville. Après l'Armistice, il sert dans l'armée de Vichy, d'abord au 152e régiment d’infanterie puis à partir de 1942 au 2e régiment de dragons. En 1943, il est mis en congés d’armistice. Il s'enfuit alors au Maroc via l’Espagne et est alors affecté au Centre des blindés n°23 à Rabat. En 1944, il intègre le  2e régiment de dragons. 
Après guerre, en 1946, il suit les cours de l' École d'état-major et l'année suivante en 1947, il est affecté au  2e bureau du Commandement supérieur des troupes de Tunisie. En 1949, il obtient le Brevet technique, option Sciences et en 1952, il intègre l'École de guerre. En 1954, il est affecté au  1er bureau de l'État-major de l'armée de terre. Il est incarcéré  à la prison de la Santé entre le 13 et le 25 mai 1958 pour une suspicion de participation au coup d'État du 13 mai 1958 à Alger. Après sa libération, il intègre le 2e régiment de cuirassiers puis en 1959, l'état-major particulier du Maréchal Juin dont il fut l'aide de camp
L'année suivante, il est chef de corps du 27e régiment de dragons. 
En 1961, il participe à la tête de son unité au putsch d’Alger et est incarcéré trois mois à la prison de Fresnes. Il est condamné à cinq ans de prison avec sursis et est exclu de l’armée. En 1962, il devient directeur du département de mécanique spécialisée au sein du groupe Creusot Loire. Il prend sa retraite en 1991. Il aura ensuite des activités au sein du musée des Blindés de Saumur et de la promotion Soldat Inconnu dont il est resté le secrétaire.

## Famille
Il est le père de sept enfants dont le général Benoit Puga, qui fut chef d'état major particulier CEMP des présidents Sarkozy puis Hollande et Denis Puga, prêtre traditionaliste à Saint Nicolas du Chardonnet à Paris.

## Distinctions
- Officier de la Légion d’Honneur

## Publications
- « Puissance et mobilité du char », Revue Militaire d’Information (1954)
- Participation à la rédaction du rapport relatif à la politique d’exportation d’équipements de défense (1997)
- Présentation de l’industrie privée des matériels blindés (2000)